# 雅西和约
雅西和约是俄罗斯帝国和奥斯曼帝国之间为结束第六次俄土战争（1787年—1792年），在摩尔达维亚的雅西签订的停战和约。
1792年1月9日（儒略历1791年12月29日）俄国外交大臣别兹博罗德科和奥斯曼帝国大维齐尔科賈·優素福帕夏签署雅西和约，和约规定：奥斯曼帝国承认1783年俄国对克里米亚汗国的吞并，割让南布格河至德涅斯特河的大片土地给俄国，两国领土以德涅斯特河为其疆界，这使俄国完全占领了叶迪山地区（黑海北岸位于德涅斯特河与第聂伯河之间的地区）。俄国则迫于英国和奥地利的外交压力，将战争中占领的摩尔达维亚和瓦拉几亚归还给土耳其所有，使得两国在高加索地区的疆界保持为库班河。雅西和约标志着第六次俄土战争的结束。其后，奥斯曼帝国在萨利姆三世的领导下进行了军事改革，俄国则在得到的黑海沿岸地区建造基地，发展海军。